# マザーズオークション
株式会社マザーズオークション（英称：MOTHER'S AUCTION CO.）は東京都千代田区に本社を置いていた企業。株式会社アイディーユー（現・日本アセットマーケティング）の完全子会社であったが、2009年12月に親会社へ吸収合併された。
なお2011年10月から2014年6月まで、日本アセットマーケティング株式会社（旧・株式会社ジアース）の子会社として同名の会社が存在したが、別法人である。

## 概要
株式会社マザーズオークションは株式会社アイディーユー傘下で、不動産オークションサービスを管理・運営していた。
2021年2月11日、流れを汲む、「マザーズオークションwith john」がJohn&Mother’sオークション株式会社の元、サービス開始した。

## 沿革
- 2005年9月2日 - 設立。
- 2009年12月24日 - 親会社の株式会社アイディーユーが吸収合併。

## かつての子会社

### 株式会社デューデリ&ディール
株式会社デューデリ&ディールは、株式会社アイディーユー傘下の株式会社マザーズオークションが運営・管理する不動産オークションサービスに関するデューディリジェンス業務（不動産の調査）を行う会社として株式会社マザーズDDの商号で設立された。マザーズDDの「DD」とは、「Due diligence and Dataservice」の略となっている。また地震PMLを算出するWebサービスも別サイト（デューディリジェンスデータバンク）で提供している。2009年6月1日に株式会社デューデリ&ディールに商号変更され、2010年3月にアイディーユーが株式の75%を譲渡、同年10月には残りの株式も全て譲渡した。
- 不動産インターネットオークションにおける不動産調査サービス
- Webデータベースサービス

- 所在地：東京都千代田区内神田一丁目2番1号
- 設立年月日：2006年1月12日
- 資本金：30,000,000円
- 代表取締役社長：山本高広

## テレビCM
- 八千草薫・美輪明宏を起用したテレビCMを全国放映していた。